# Trajans forum
Trajans forum (latin: Forum Traiani) er tidsmæssigt det sidste af kejserforaene i Rom.

## Historie
Forummet blev bygget efter ordre af kejser Trajan med krigsbytte fra kampagnen i Dacia, der sluttede i 106. Fasti Ostiensi anfører, at forummet blev indviet den 1. januar[kilde mangler] 112, mens Trajans søjle blev indviet i 113. 
For at bygge dette monumentale kompleks var der påkrævet omfattende udgravninger. Arbejdere fjernede siderne på Quirinalhøjen og Capitolium, som lukkede dalen med kejserforaene mod Marsmarken.
Muligvis blev udgravningerne indledt under kejser Domitian, men det samlede forumprojekt tilskrives arkitekten Apollodorus fra Damaskus, som havde deltaget i Dacia-kampagnen sammen med Trajan.
Samtidig med opførelsen foregik der flere andre projekter: Trajans marked blev opført og Cæsars forum samt Venus Genetrix templet blev renoveret.

## Struktur
Forummet blev opført på en kæmpemæssig piazza på 200 × 120 m afgrænset af stoaer med exedrae på to sider. Hovedindgangen til forummet befinder sig i den sydlige ende, hvor en triumfbue holder en statue af Trajan i en stridsvogn med et seksforspand. Basilica Ulpia befinder sig i nordenden af piazzaen, der var brolagt med firkantede blokke af hvid marmor og indeholdt en stor rytterstatue af Trajan. På begge sider af piazzaen er der markeder samt de førnævnte exedrae.
Nord for basilikaen fandtes en mindre piazza med et tempel dedikeret til den guddommelige Trajan længst væk med front indad. Direkte nord for Basilica Ulpia på hver side af forummet fandtes biblioteker, det ene med dokumenter på latin, det andet med græske dokumenter. Mellem de to biblioteker befandt sig den 38 m høje Trajans søjle.
I midten af det 4. århundrede besøgte Constantius II Rom og blev imponeret af den store rytterstatue af Trajan og de omkringliggende bygninger. Besøget og stederne er beskrevet af historikeren Ammianus Marcellinus.
I nutiden er der kun en del af markederne og Trajans søjle tilbage.

## Efter romertiden
I midten af det 9. århundrede blev marmorbelægningen på piazzaen systematisk fjernet for at blive genbrugt på grund af kalkens gode kvalitet. På samme tid blev belægningen genskabt i smedejern som et tegn på, at piazzaen stadig blev brugt som forsamlingssted.